# Leprosenfriedhof (Trier)

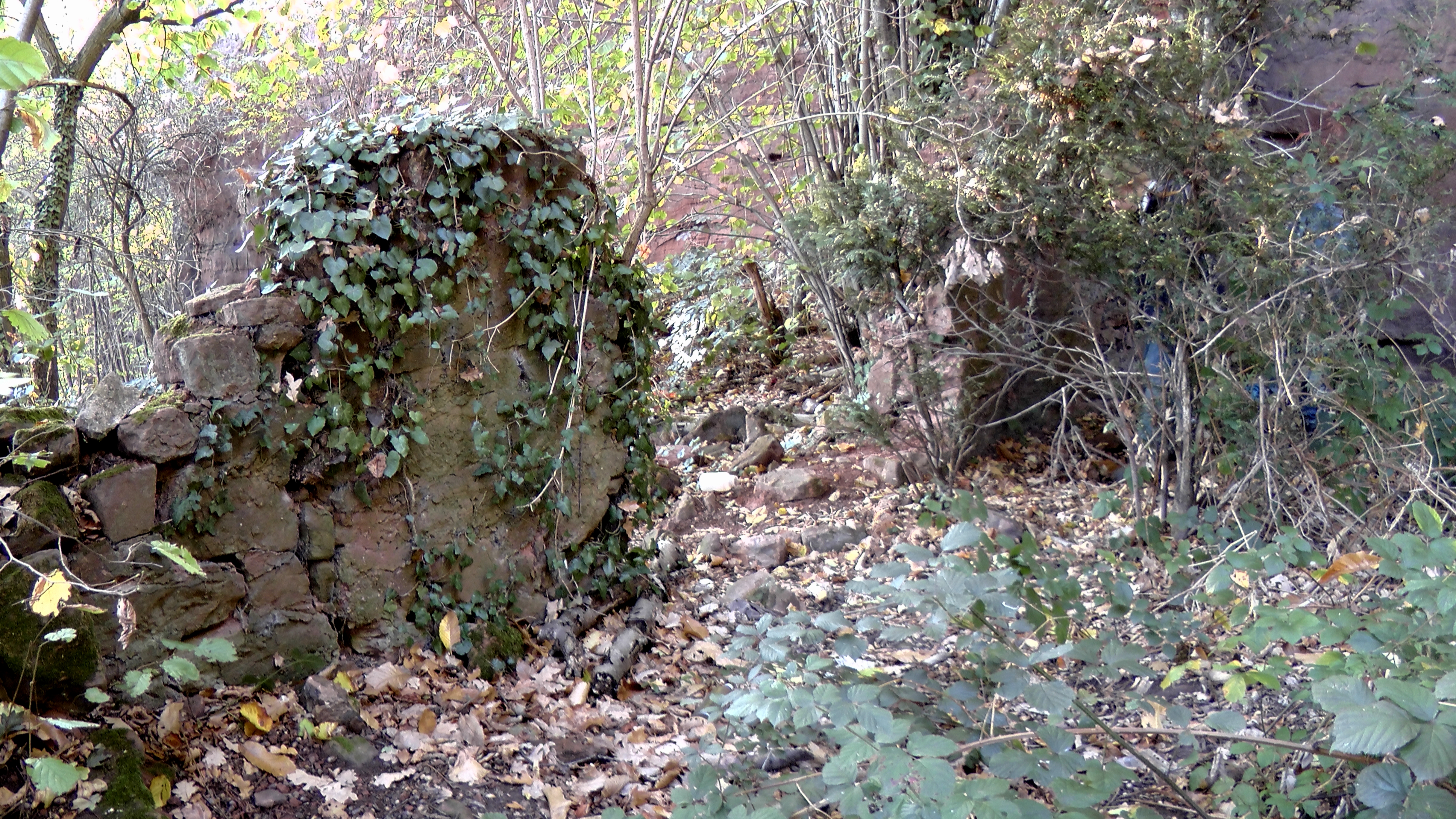
Eingang des Friedhofs

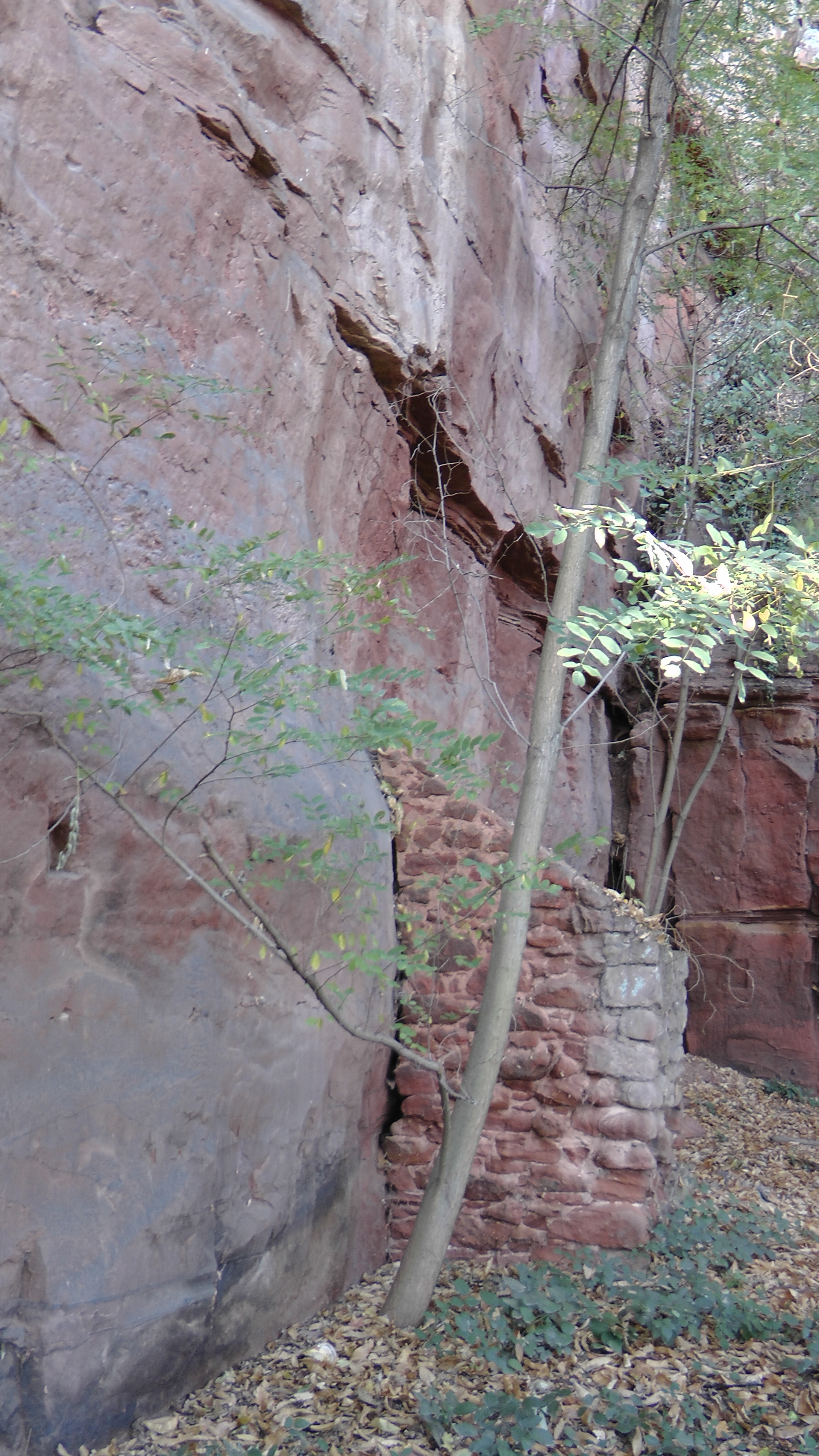
Steilwand an der Nordseite

Der ehemalige Leprosenfriedhof am Ortseingang des Trierer Stadtteils Biewer war der Friedhof des Siechenhauses St. Jost. Er liegt von der Kirche aus gesehen etwas in Richtung Ortsausgang auf der gegenüberliegenden Seite der Landstraße oberhalb des Straßenniveaus. Er ist zusammen mit der Kapelle, dem Siechenhaus und dem Bildstock zum Almosensammeln ein seltenes Zeugnis der Leprosenfürsorge und ein Kulturdenkmal von überregionaler Bedeutung.
Der Friedhof hat eine Größe von 20 × 17 Meter. An der Nord- und Ostseite ist er durch die senkrechten Felswände begrenzt. Diese sind Relikte von Steinbrüchen, die hier vor dem Friedhof bestanden. An der Süd- und Westseite wird er durch eine etwa einen Meter hohe, teilweise eingefallene Mauer aus Bruchsteinmauerwerk begrenzt. Grabsteine sind nicht mehr erhalten. In der Nordwand sind Mauerreste und Balkenlöcher zu finden.
Der Friedhof ist frei zugänglich, aber nicht beschildert und nur durch einen Trampelpfad erschlossen. Die unmittelbare Umgebung des Friedhofs ist bewaldet. Auf dem Friedhof selbst wachsen einige Bäume. Er ist (Stand Oktober 2011) teilweise mit Müll bedeckt und fast flächendeckend mit Brombeerranken überwuchert.